# حي دينيلي
حي دينيلي (بالصومالية: Degmada Dayniile)‏ أكبر مقاطعات محافظة بنادر جنوب شرق الصومال، وأحد أحياء العاصمة الصومالية مقديشو.
سيطرت مليشيات محمد قنيري أفرح منذ أوائل يناير 2003 ولمدة سنوات على مهبط طائرات في حي دينيلي، حسب الصحفي روبرت سكاهيل في كتابه (الحروب القذرة)، ويؤكد الصحفي أن مليشيات أفرح فرضت حراسة أمنية في محيط المطار وزرعت الألغام الأرضية في حوله، وكان قنيري أحد أقوى أمراء الحرب بعد سقوط نظام سياد بري، واستُخدم المطار لاستيراد القات إلى البلاد. وشارك أفرح لاحقا في تأسيس التحالف من أجل استعادة السلام ومكافحة الإرهاب بتمويل من وكالة المخابرات المركزية.

## روابط خارجية
- الخريطة الإدارية لحي دينيلي